# 蓝尾翠蜂鸟
蓝尾翠蜂鸟（学名：Chlorostilbon mellisugus），是雨燕目蜂鸟科的一种鸟类。
蓝尾翠蜂鸟体重约2.61克，翼长约45.2毫米，嘴峰长约16.3毫米，喙宽度约2.2毫米，喙厚度约1.9毫米，跗蹠长约3.9毫米，尾长约26.7毫米。蓝尾翠蜂鸟是部分迁徙的鸟类，其栖息在半开放的高大树木组成的森林中，食性为草食性，主要食物来源是植物的花蜜。

## 亚种
- ：分布于委内瑞拉东北部、库拉索、阿鲁巴、博奈尔、特立尼达岛、玛格丽塔岛。
- ：分布于委内瑞拉南部。
- ：分布于委内瑞拉南部至圭亚那和巴西西北部。
- ：分布于苏里南、法属圭亚那和巴西亚马逊河下游地区。
- ：分布于亚马逊河上游和哥伦比亚至玻利维亚等地的亚马逊河支流。
- ：分布于秘鲁东部和玻利维亚东部。[4]